# Romanowszczyzna (przystanek kolejowy)
Romanowszczyzna (biał. Раманоўшчына, ros. Романовщина) – przystanek kolejowy w lasach pomiędzy miejscowościami Hajniniec i Kurszynowicze, w rejonie lachowickim, w obwodzie brzeskim, na Białorusi. Leży na linii Równe – Baranowicze – Wilno. Nazwa pochodzi od dawnej wsi Romanowszczyzna, która znajdowała się w miejscu obecnego przystanku.